# Cīrava slott
Cīrava slott (lettiska: Cīravas muižas pils; tyska: Schloß Zierau), är en slottsbyggnad i Cīrava socken, Lettland. Slottet ägdes av den balttyska familjen von Manteuffel. Det byggdes 1752 som ett jaktpalats för von Manteuffel-Szoeges, och byggdes om 1868.